# طوماس هيلي
طوماس هيلي (بالألمانية: Thomas Helly)‏ (20 أكتوبر 1990 بفيينا في النمسا - ) هو لاعب كرة قدم نمساوي في مركز الهجوم. شارك مع منتخب النمسا تحت 17 سنة لكرة القدم ومنتخب النمسا تحت 19 سنة لكرة القدم. أما مع النوادي، فقد لعب مع رابيد فيينا ونادي فينر و1. Wiener Neustädter SC ‏ وSC Schwanenstadt ‏ ونادي هارتبيرغ وSV Wienerberg ‏ وفيينا سبورت كلوب ‏.

## وصلات خارجية
- طوماس هيلي على موقع قاعدة بيانات كرة القدم.إي يو (الإنجليزية)
- طوماس هيلي على موقع Soccerway.com (الإنجليزية)
- طوماس هيلي على موقع عالم كرة القدم.نت (الإنجليزية)